# Ed Sandford
Edward Michael "Ed" Sandford, född 20 augusti 1928 i Toronto, Ontario, död 25 oktober 2023 i Winchester, Massachusetts, var en kanadensisk professionell ishockeyforward som tillbringade nio säsonger i den nordamerikanska ishockeyligan National Hockey League (NHL), där han spelade för Boston Bruins, Detroit Red Wings och Chicago Black Hawks. Han producerade 251 poäng (106 mål och 145 assists) samt drog på sig 355 utvisningsminuter på 502 grundspelsmatcher.
Han spelade också för Toronto St. Michael's Majors i OHA-Jr.
Efter den aktiva spelarkarriären fortsatte Sandford att arbeta inom NHL och var verksam som sportdomare och funktionär vid sidan av isen vid matcher, några av sysslorna var måldomare; den som skötte det officiella poängprotokollet för matcher samt chef för samtliga domare och funktionärer vid sidan av isen.
Den 25 oktober 2023 avled Sandford vid 95 års ålder.

## Statistik
| 1943–1944      | St. Michael's Buzzers        |                | 3   | 1   | 0   | 1   | 0   | —  | —  | —  | —  | —  |
| 1944–1945      | St. Michael's Buzzers        | OHA-B          | 11  | 12  | 11  | 23  | 9   | 11 | 10 | 14 | 24 | 8  |
| 1945–1946      | Toronto St. Michael's Majors | OHA-Jr.        | 26  | 10  | 9   | 19  | 28  | 11 | 5  | 5  | 10 | 12 |
| 1946–1947      | Toronto St. Michael's Majors | OHA-Jr.        | 27  | 30  | 37  | 67  | 38  | 9  | 12 | 12 | 24 | 31 |
| 1947–1948      | Boston Bruins                | NHL            | 59  | 10  | 15  | 25  | 25  | 5  | 1  | 0  | 1  | 0  |
| 1948–1949      | Boston Bruins                | NHL            | 56  | 16  | 20  | 36  | 57  | 5  | 1  | 3  | 4  | 2  |
| 1949–1950      | Boston Bruins                | NHL            | 19  | 1   | 4   | 5   | 6   | —  | —  | —  | —  | —  |
| 1950–1951      | Boston Bruins                | NHL            | 51  | 10  | 13  | 23  | 33  | 6  | 0  | 1  | 1  | 4  |
| 1951–1952      | Boston Bruins                | NHL            | 65  | 13  | 12  | 25  | 54  | 7  | 2  | 2  | 4  | 0  |
|                | Boston Olympics              | EHL            | 2   | 1   | 0   | 1   | 0   | —  | —  | —  | —  | —  |
| 1952–1953      | Boston Bruins                | NHL            | 61  | 14  | 21  | 35  | 44  | 11 | 8  | 3  | 11 | 11 |
| 1953–1954      | Boston Bruins                | NHL            | 70  | 16  | 31  | 47  | 42  | 3  | 0  | 1  | 1  | 4  |
| 1954–1955      | Boston Bruins                | NHL            | 60  | 14  | 20  | 34  | 38  | 5  | 1  | 1  | 2  | 6  |
| 1955–1956      | Detroit Red Wings            | NHL            | 4   | 0   | 0   | 0   | 0   | —  | —  | —  | —  | —  |
|                | Chicago Black Hawks          | NHL            | 57  | 12  | 9   | 21  | 56  | —  | —  | —  | —  | —  |
| NHL totalt     | NHL totalt                   | NHL totalt     | 502 | 106 | 145 | 251 | 355 | 42 | 13 | 11 | 24 | 27 |
| OHA-Jr. totalt | OHA-Jr. totalt               | OHA-Jr. totalt | 53  | 40  | 46  | 86  | 66  | 20 | 17 | 17 | 34 | 43 |